# Camp Municipal d'Horta Feliu i Codina
El Feliu i Codina (antigament Camp de la Rambla Cortada) és l'estadi municipal del barri d'Horta, que acull els partits de la Unió Atlètica d'Horta i el Club de Futbol Damm, amb una capacitat per a 5.000 espectadors.

## Precedents
Abans de l'actual estadi, el club havia disposat d'altres estadis:
- Camp de l'Andelet.
- Camp d'esport de la casa de la Caritat de can Tarrida.

## Història
L'estadi va ser inaugurat el 8 de setembre de 1923 i el primer partit que va jugar la Unió Atlètica d'Horta va perdre per 0-1 contra un equip de reserves del Futbol Club Martinenc.